# Verdrag inzake de afsluitende regeling met betrekking tot Duitsland
Het Verdrag inzake de afsluitende regeling met betrekking tot Duitsland (Duits: Vertrag über die abschließende Regelung in bezug auf Deutschland) of informeel het Twee-plus-Vier-verdrag (Duits: Zwei-plus-Vier-Vertrag) is een verdrag tussen de Duitse Democratische Republiek (DDR) en de Bondsrepubliek Duitsland enerzijds en Frankrijk, de Verenigde Staten, het Verenigd Koninkrijk en de Sovjet-Unie anderzijds. Het verdrag, dat de weg effende voor de Duitse hereniging werd op 12 september 1990 in Moskou ondertekend en trad op 15 maart 1991 in werking toen de Sovjet-Unie als laatste het verdrag ratificeerde.
Met het Twee-plus-Vier-verdrag werd een definitieve regeling met Duitsland gesloten, hetgeen na de Tweede Wereldoorlog nog niet gebeurd was. Met het Akkoord van Potsdam van 2 augustus 1945 was een voorlopige regeling aan Duitsland opgelegd, waarbij het land door de vier overwinnaars van de Tweede Wereldoorlog in bezettingszones werd opgedeeld, terwijl de gebieden ten oosten van de rivieren Oder en Neisse aan Polen en de Sovjet-Unie werden toegewezen. Het Akkoord van Potsdam was een voorlopige regeling, die nog gevolgd moest worden door een afsluitend verdrag. Vanaf 1949 bestonden in Duitsland twee staten: de Bondsrepubliek en de DDR, waarbij de Bondsrepubliek pas over een definitief verdrag wilde spreken wanneer de Duitsers in vrije zelfbeschikking over hun toekomst konden bepalen. Het bewind in de DDR was tot 1990 niet door vrije verkiezingen gelegitimeerd, zodat het niet tot een verdrag kwam.
Na de val van de Berlijnse Muur in 1989 en de eerste vrije verkiezingen in de DDR in 1990 werd duidelijk dat het Duitse volk en beide Duitse regeringen streefden naar de Duitse eenheid en dat beide Duitse staten de bepalingen van het Akkoord van Potsdam (inclusief de erkenning van de Oder-Neissegrens) wilden accepteren.
De belangrijkste bepalingen van het verdrag zijn:
- Het grondgebied van het verenigde Duitsland omvat het grondgebied van de Bondsrepubliek, de DDR en beide delen van Berlijn.
- De bestaande grenzen zijn definitief. Duitsland verplicht zich geen aanspraken op gebieden buiten de bestaande grenzen te maken (bijvoorbeeld op de voormalige gebieden van het Duitse Rijk in het oosten).
- Het verenigde Duitsland bekrachtigt het streven naar vrede en ziet af van nucleaire, biologische en chemische wapens.
- De troepensterkte van de Bundeswehr wordt (van 500.000) beperkt tot 370.000 man.
- De troepen van de Sovjet-Unie verlaten het gebied van de voormalige DDR uiterlijk in 1994.
- Op het grondgebied van de DDR mogen geen kernwapens en buitenlandse troepen worden gestationeerd.
- De verantwoordelijkheid van de vier bezettingsmachten met betrekking tot Duitsland wordt beëindigd.
- Het verenigde Duitsland krijgt de volledige soevereiniteit terug, voor zover deze niet reeds was overgedragen aan de Europese Gemeenschap.
- De regeringen van de Bondsrepubliek en de DDR dragen er zorg voor dat de grondwet van het verenigde Duitsland geen bepalingen bevatten die met dit verdrag strijdig zijn. Hiermee werd gedoeld op de preambule van de Duitse grondwet van 1949 en de artikelen 23 en 146.

Het verdrag werd ondertekend door Wolfgang Schäuble voor de Bondsrepubliek, Lothar de Maizière voor de DDR, Roland Dumas voor Frankrijk, Edoeard Sjevardnadze voor de Sovjet-Unie, Douglas Hurd voor het Verenigd Koninkrijk en James Baker voor de Verenigde Staten. Het verdrag is op 13 oktober 1990 door het verenigde Duitsland geratificeerd.
Het Twee-plus-Vier-verdrag geldt als Meesterwerk van de diplomatie en is in 2011 door UNESCO opgenomen in de Werelderfgoedlijst voor documenten.